# Gaustadvatnet
Gaustadvatnet (auch Gaustadvatn oder Gaustadvannet) ist der Name eines Sees in Norwegen. Am See liegt der Ort Korsvegen (Kommune Melhus, Provinz Trøndelag), etwa 45 Kilometer südlich von Trondheim. Der See ist etwa 2,8 Kilometer lang und an der breitesten Stelle etwas unter 1 Kilometer breit. Er hat ungefähr die Form eines Stiefels, in der Mitte liegt eine Insel mit dem Namen Holmen. Der See ist Teil einer Art Seenplatte (Grøtvatnet, Benna, Skjeggstadvatnet, Ånøya und Malmsjøen) und liegt auf 164 Metern Höhe.